# Paweł Mossakowski
Paweł Mossakowski (ur. 29 listopada 1957 w Warszawie) – polski producent i scenarzysta filmowy, autor sztuk teatralnych, krytyk filmowy i pisarz.
Absolwent socjologii na Uniwersytecie Warszawskim. Recenzent filmowy Gazety Wyborczej. Nominowany do Polskiej Nagrody Filmowej, Orzeł w kategorii najlepszy producent. Członek Polskiej Akademii Filmowej i Europejskiej Akademii Filmowej.

## Wybrana filmografia
jako producent
- Poranek kojota (2001)
- Listy miłosne (2001)
- Lęk wysokości (2011)

jako koproducent
- To ja, złodziej (2000)
- Chłopaki nie płaczą (2000)
- Wtorek (2001)
- Tam i z powrotem (2001)
- Przedwiośnie (2001)
- Pieniądze to nie wszystko (2001)
- Głośniej od bomb (2001)
- Angelus (2001)
- Komornik (2005)
- To nie tak jak myślisz kotku (2008)
- 80 milionów (2011)
- Pokłosie (2012)
- Drogówka (2013)

jako scenarzysta
- Gra w ślepca (1985)
- Nigdy nie mów nigdy (2009)

jako aktor filmowy
- To ja, złodziej (2000) – jako komisarz policji
- Wtorek (2001) – jako Bosak
- Różyczka (2010) – jako doktorant

## Sztuki teatralne i słuchowiska radiowe (jako autor)
- Skrzep, premiera 1993-04-14 (Teatr Telewizji, tytuł realizacji: Test)
- Siedem dni, ale nie tydzień, premiera 1995-03-25 (Wrocławski Teatr Współczesny im. Edmunda Wiercińskiego)
- Martwa natura, premiera 1988-02-24 (Teatr Telewizji)
- Podpis, premiera 1991-12-05 (Teatr Telewizji)
- Wieczory i poranki, premiera 1998-02-02 (Teatr Telewizji)
- Przejście podziemne, premiera 1998-02-13 (Teatr Polskiego Radia)
- Przetarg, premiera 2000-11-06 (Teatr Telewizji
- Johny Enigma, premiera 2000-12-15 (Teatr Polskiego Radia)
- Rysa, premiera 2002-11-25 (Teatr Telewizji)
- Pseudomin Anoda, premiera 2008-05-19 (Teatr Telewizji)
- Roszada, premiera 2008-11-26 (Teatr Powszechny w Łodzi)
- Nierozłączni, premiera 2011-12-14 (Teatr Polskiego Radia)
- Amerykański wspólnik, czyli komedia romantyczna, premiera 2012-03-11 (Teatr Polskiego Radia)[2]

## Książki
- Ciało lotne (2010) – powieść

## Wybrane nagrody i nominacje
- 1999 – wyróżnienie w konkursie Teatru Telewizji na utwór dramatyczny za Przetarg
- 2001 – nominacja do Polskiej Nagrody Filmowej, Orzeł w kategorii najlepszy producent za film Chłopaki nie płaczą
- 2008 – III miejsce w konkursie Komediopisanie organizowanym przez Polskie Centrum Komedii działające przy Teatrze Powszechnym w Łodzi za sztukę Roszada
- 2011 – II nagroda „The Silver Gateway Award” ma Mumbai Film Festival za film Lęk wysokości
- 2012 – wyróżnienie jury młodzieżowego Tarnowskich Nagród Filmowych za film Lęk wysokości